# Llandaff
Llandaff (pronunciación en inglés: /lænˈdæf/; en galés: Llandaf, pronunciado [ɬanˈdaːv]ⓘ) es un distrito y comunidad de la ciudad de Cardiff, y el nombre de una diócesis de la Iglesia de Gales (anglicana), que se extiende por la zona de mayor población del sur de Gales.

## Etimología
Llandaf proviene de «llan», 'iglesia' y del Taff. Edificación en la que se situaba sobre la ribera del río principal.
La catedral de Llandaff es la más prestigiosa de todas las diócesis galesas. De estilo gótico, data en su mayor parte del siglo XIII, si bien se aprecian huellas de su pasado normando, y también hay añadidos posteriores, como el Cristo de Jacob Epstein, escultura suspendida sobre la nave central. En la escuela de Llandaff estudió el escritor Roald Dahl. Es además el lugar de nacimiento de la cantante pop Charlotte Church.

## Galería

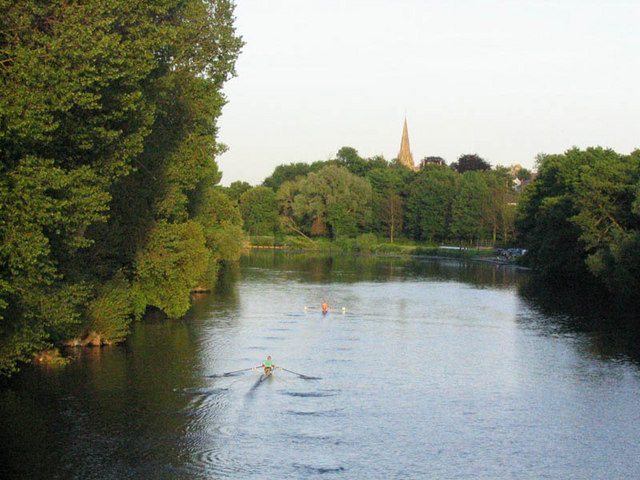
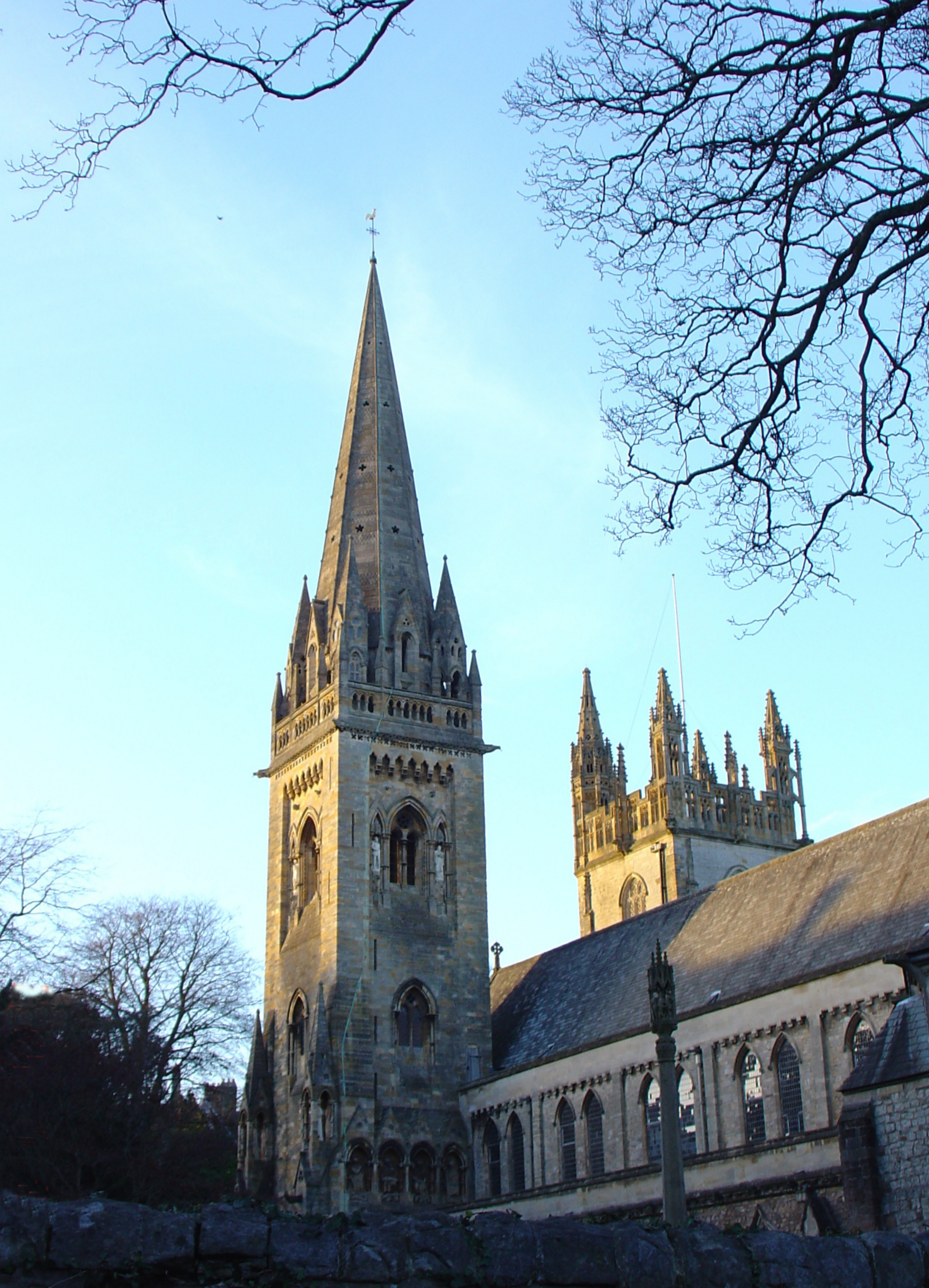
Catedral de Llandaff
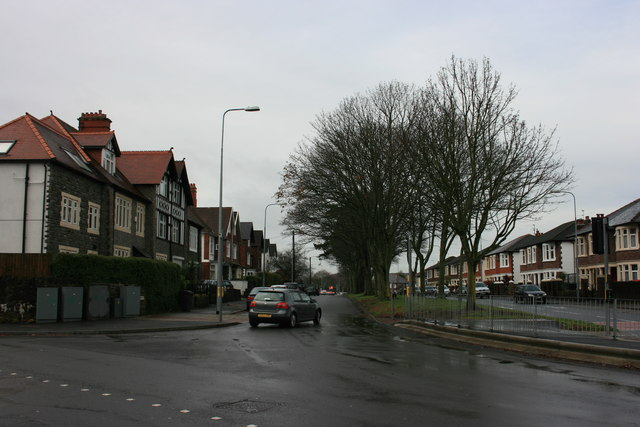
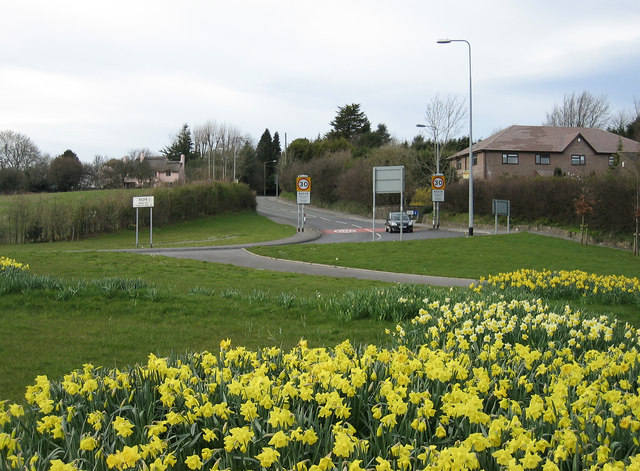
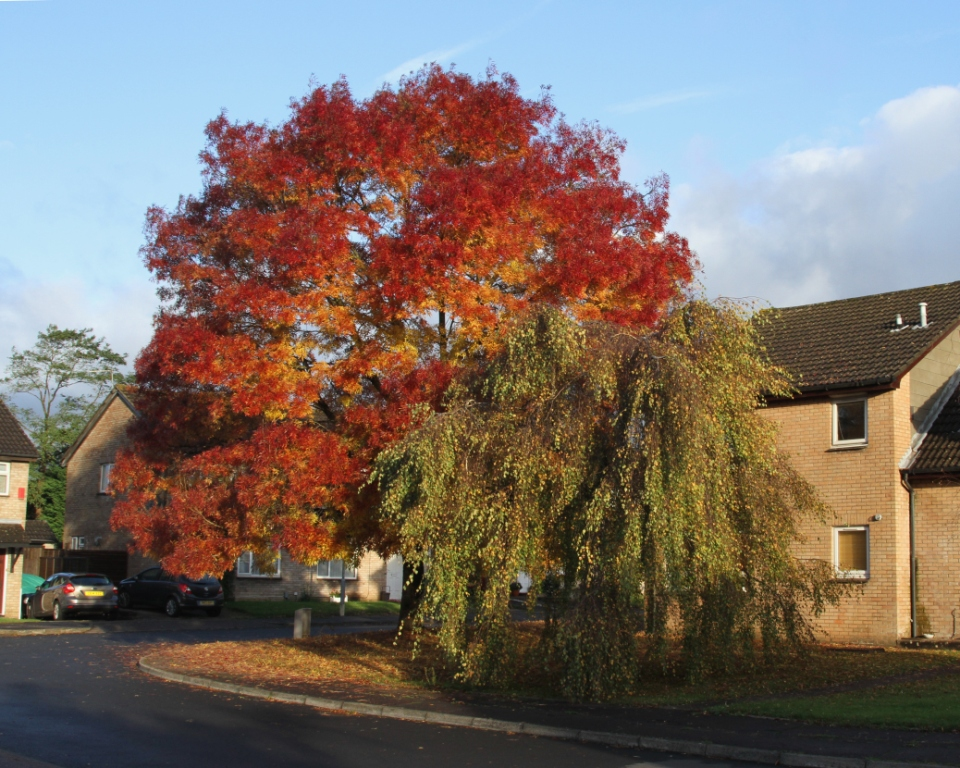

- Datos: Q1244613
- Multimedia: Llandaff / Q1244613